# همرفت

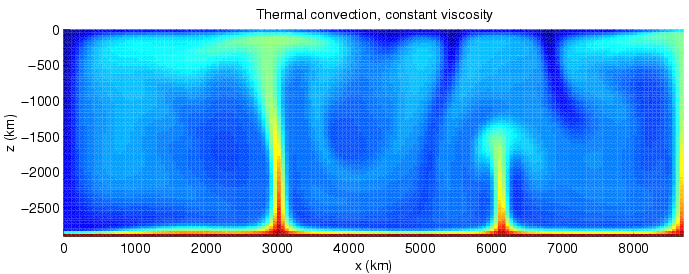
محاسبه‌ای از انتقال گرمای همرفتی در گوشته زمین. رنگ‌های نزدیک به قرمز قسمت‌های گرم‌تر و رنگ‌های نزدیک به آبی قسمت‌های سردتر را نشان می‌دهد. یک لایه مرزی گرم و دارای چگالی کمتر مواد گرم را به بالا می‌فرستد و به همین طریق مواد سردتر به پایین حرکت می‌کند

همرَفت یا کانوِکشن (به انگلیسی: Convection) به انتقال گرما توسط حرکت توده مولکول‌ها در سیالات، از قبیل گازها و مایعات، گفته می‌شود. همرفت شامل زیر-مکانیزم‌هایی از قبیل ادوکشن (انتقال گرمای جهت‌دار توسط توده مولکول‌ها) و دیفیوژن (انتقال گرما یا مولکولی بدون جهت از یک نقطه متمرکز به نقاط دارای غلظت کمتر) است.
در اکثر جامدات همرفت نمی‌تواند اتفاق بیفتد چرا که حرکت توده ای مولکول یا دیفیوژن ماده چندانی نمی‌تواند اتفاق بیفتد. در جامدات صلب واپخش (دیفیوژن) گرمایی اتفاق می‌افتد اما به آن رسانش گفته می‌شود.
در مبحث انتقال حرارت و انتقال جرم، همرفت به مجموع اثرات ادوکشن و دیفیوژن گفته می‌شود.
همرفت را می‌توان در گونه‌های مختلف از قبیل؛ طبیعی، واداشته، گرانشی، گرانولی (ریزدانه‌ای) یا ترمومغناطیسی طبقه‌بندی کرد.

## مکانیزم‌های همرفت
همرفت تقریباً در تمام مایعات با هر حجم و مقداری بیشتر از چند اتم اتفاق می‌افتد. همرفت به دلیل تأثیرات نیروهای حجمی، مانند نیروی گرانش، در یک سیال اتفاق می‌افتد. با اینکه مکانیزم‌های متنوعی برای ایجاد همرفت وجود دارد اما معمولا همرفت را به دوگونه "طبیعی" و "واداشته (اجباری)" تقسیم‌بندی می‌کنند.

### همرفت طبیعی

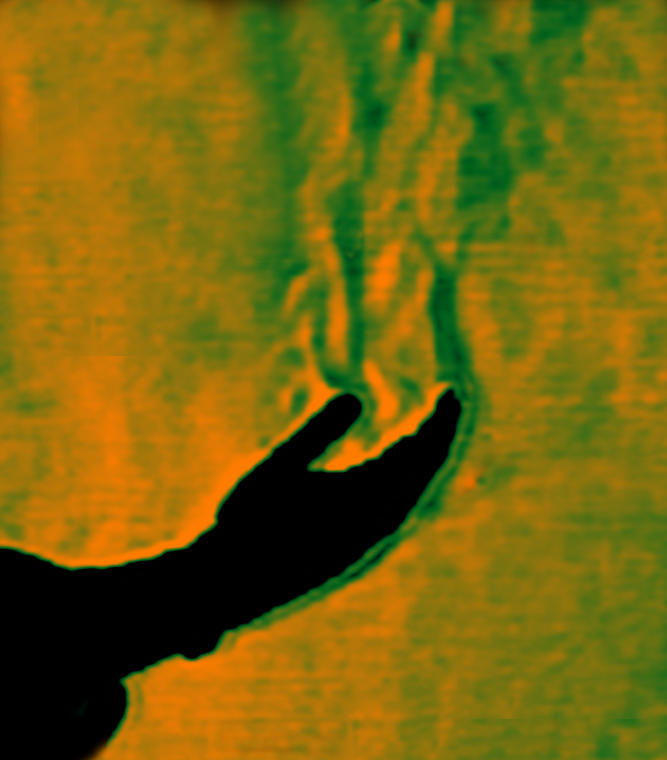
این تصویر شیلرن از دست انسان، هم‌رفت گرما در هوای ثابت را نشان می‌دهد.

همرفت طبیعی، یا همرفت آزاد به دلیل اختلاف دما اتفاق می‌افتد که این اختلاف دما بر روی چگالی و در نتیجه شناوری نسبی یک سیال تأثیر می‌گذارد. قسمت‌های سنگین‌تر (چگال‌تر) به پایین رفته و قسمت‌های سبک‌تر به بالا حرکت خواهند کرد، که باعث حرکت توده‌ای مولکول‌ها خواهد شد. در نتیجه همرفت طبیعی فقط می‌تواند در یک میدان گرانشی اتفاق بیفتد. یکی از مثال‌های همرفت طبیعی بلند شدن دود از روی آتش است. همچنین بلند شدن بخار آب از روی دیگ غذا به دلیل کمتر بودن چگالی بخار آب نسبت به آب مایع مثالی دیگر از همرفت طبیعی است.

### همرفت واداشته
در همرفت واداشته که ادوکشن گرمایی نیز نامیده می‌شود، حرکت سیال ناشی از عوامل خارجی از قبیل پنکه یا پمپ است. از همرفت واداشته برای افزایش نرخ انتقال حرارت استفاده می‌شود. در بسیاری از میکسرها از همرفت واداشته برای توزیع یک ماده در ماده‌ای دیگر استفاده می‌شود. سیستم‌های سیال و رادیاتور و گرمایش یا سرمایش قسمت‌های بدن توسط گردش خون از دیگر مثال‌های همرفت واداشته است.

### همرفت گرانشی یا شناوری
همرفت گرانشی نوعی همرفت طبیعی است که توسط اختلاف در نیروی شناوری القا می‌شود که ناشی از عواملی غیر از دماست. معمولاً این اتفاق به دلیل تنوع در ترکیب سیال است.
همرفت گرانشی مانند همرفت طبیعی برای اتفاق افتادن نیاز به محیط دارای گرانش دارند.

### همرفت گرانولی
همرفت القایی توسط ارتعاش، در ظروفی که در معرض ارتعاش قرار دارند که در آن محور ارتعاش موازی با نیروی گرانش است، در پودرها و گرانول‌ها یا ریزدانه‌ها اتفاق می‌افتد.

### همرفت ترمومغناطیسی
همرفت ترمومغناطیسی زمانی که یک میدان مغناطیسی با پذیرفتاری مغناطیسی متغیر بر روی فِروسیال عمل کند اتفاق می‌افتد. 

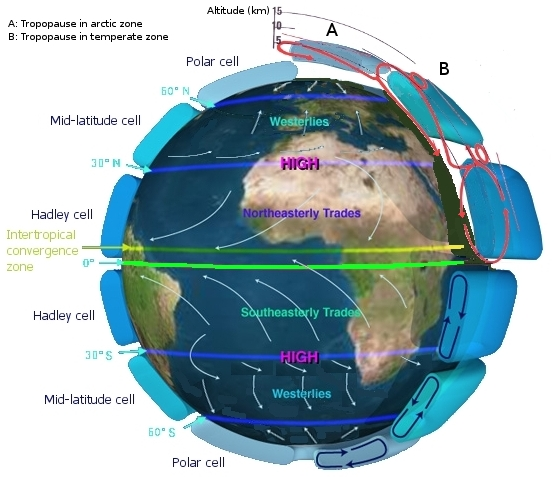
چرخه جریان هوای زمین در اثر هم‌رفت.